# Конан Разрушителят (филм, 1984)
„Конан Разрушителят“ (на английски: Conan the Destroyer) е американски приключенски, фентъзи филм от 1984 година, на режисьора Ричард Флейшър. Участват Арнолд Шварценегер, Грейс Джоунс и Уилт Чембърлейн.

## Сюжет
Кралицата-магьосница Тарамис обещава на Конан да съживи любимата му, но в замяна иска той да ѝ донесе легендарен, инкрустиран със скъпоценни камъни рог и да спаси от плен красива принцеса. Конан не подозира, че Тарамис ще използва рога, за да събуди злия бог Дагот и ще му принесе принцесата в жертва. Той ще се сблъска с могъщи смъртни и безсмъртни врагове и ще трябва да използва цялата си сила, за да победи злото.

## В ролите
| Изпълнител         | Роля                         |
| ------------------ | ---------------------------- |
| Арнолд Шварценегер | Конан разрушителя            |
| Грейс Джоунс       | Зула                         |
| Уилт Чембърлейн    | Бомбаата                     |
| Мако Ивамацу       | Акиро                        |
| Трейси Уолтър      | Малак                        |
| Оливия д'Або       | Принцеса Джена               |
| Сара Дъглас        | Кралицата-магьосница Тарамис |
| Андре Гиганта      | Дагот                        |